# Boys Be...

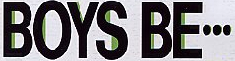

Boys Be...(보이스 비)는 이타바시 마사히로와 타마코시 히로유키의 일본만화이다. 이타바시 마사히로가 스토리를, 타마코시 히로유키가 작화를 맡았는데 특이하게도 주인공이나 메인 에피소드가 없이 각각 독립된 캐릭터와 스토리로 진행하였던 만화다('러브코퍼레이션' 편에서는 캐릭터 라인을 형성하는 스토리로 전환). 또한 원작만화 앞표지와 책 에피소드 앞표지에는 각각 다른 여자 캐릭터가 주로 등장하며 2000년에는 애니로도 제작되었다. 후속작으로 'New Boys Be(뉴 보이스 비)' 와 '보이스비 러브코퍼레이션' 등이 있다. 한국에서는 학산문화사의 만화잡지 찬스에 연재되었다(보이스비 러브코퍼레이션은 단행본으로만 출간).

## 단행본 정보
- Boys Be(보이스 비) 1~32권(完)
- New Boys Be(뉴 보이스 비) 1~17권(完)
- 발행사 : 고단샤(日) / 학산문화사(韓)